# Howe, Texas
Howe là một thị trấn thuộc quận Grayson, tiểu bang Texas, Hoa Kỳ. Năm 2010, dân số của thị trấn này là 2600 người.

## Dân số
- Dân số năm 2000: 2478 người.
- Dân số năm 2010: 2600 người.